# Hyalenna dirama
Hyalenna dirama är en fjärilsart som beskrevs av Richard Haensch 1905. Hyalenna dirama ingår i släktet Hyalenna och familjen praktfjärilar. Inga underarter finns listade i Catalogue of Life.